# Кобринюк Микола Миколайович
Мико́ла Микола́йович Кобриню́к (25 лютого 1995, Шельпахівка, Христинівський район, Черкаська область, Україна — 5 вересня 2014, Маріуполь, Донецька область, Україна) — солдат Національної гвардії України, учасник війни на сході України (1-ша бригада оперативного призначення НГУ).

## Життєпис
Народився 1995 року в селі Шельпахівка (Христинівський район, Черкаська область). Закінчив Шельпахівську ЗОШ; Брацлавський агроекономічний коледж Вінницького державного аграрного університету — за спеціальністю «організація комерційної діяльності». У жовтні 2013 року призваний на службу до лав Збройних сил України. На час російсько-української війни — старший кулеметник БТР-а, 1-а оперативна бригада НГУ. Взимку 2013—2014 років брав участь в охороні громадського порядку в Києві під час подій Революції Гідності.
Брав участь у відбитті атаки проросійських бойовиків на військове містечко 16 квітня 2014 року та подальшій евакуації частини. 5 вересня 2014 року загинув від кулі снайпера поблизу Маріуполя Донецької області при виконанні службово-бойового завдання. Тоді ж загинули Олександр Звінник, Петро Лавріненко, Юрій Спащенко, Андрій Шанський.
9 вересня 2014-го похований з військовими почестями на малій Батьківщині.
Без Миколи лишились батьки і сестра.

## Нагороди і вшанування
- 31 жовтня 2014 року за особисту мужність і героїзм, виявлені у захисті державного суверенітету та територіальної цілісності України, вірність військовій присязі під час російсько-української війни, відзначений — нагороджений орденом «За мужність» III ступеня (посмертно).
- Його портрет розміщений на меморіалі «Стіна пам'яті полеглих за Україну» у Києві: секція 4, ряд 3, місце 18
- Вшановується в меморіальному комплексі «Зала пам'яті», в щоденному ранковому церемоніалі 5 вересня[1]